# زين الدين الرازي
محمد بن أبي بكر بن عبد القادر الرازيّ (المتوفي سنة 660هـ/1261م)، لقبه: زين الدين، نشأ في مدينة الريّ، وهي أصله، واجتهد في تحصيل العلوم المتنوعة: كاللغة والفقه والتفسير والحديث والأدب والتصوف وكان الرازي مولعاً بالقراءة وأصبر الناس على المطالعة، لا يملّ من ذلك. ولم يفد المترجمون بدقة سنة ولادته، ولا سنة وفاته، وفي خبرٍ أنه سمع من صدر الدين القونوي كتاب «جامع الأصول» في أحاديث الرسول، لابن الأثير سنة 666هـ، فهو عاش على الأقل إلى هذه السنة.
يعُرف من أخباره القليلة أنَّه دخل مصر، وأقام بها زمناً، وجال في ربوعها، وأخذ عن بعض مشايخها، كما أخذ عنه بعض طلبتها، ثم قصد إلى دمشق وبلاد الشام، وطاف في أرجائها، ودخل بلاد الأناضول وأقام في قونية، وفيها صحب العالم المحقق صدر الدين القونوي وسمع منه كثيراً من التأليف.

## مؤلفاته
تنوّعت آثار الرازي بين كتبٍ لغوية وأدبية وتفسير وحديث، منها «هداية الاعتقاد» في شرح بدء الأمالي، و«التوحيد»، و«غريب القرآن» الذي ذكر فيه أنّ طلبة العلم وحملة القرآن سألوه أن يجمع لهم تفسير غريب القرآن؛ فأجابهم، ورتبه ترتيب صحاح الجوهري، وضم إليه شيئاً من الإعراب والمعاني. وألف «كنوز البراعة» في شرح مقامات الحريري، وله تاريخ لطيف يتناول أول الخلافة الإسلامية حتى القرن الثامن.
ومن تصانيفه:
- «تحفة الملوك في فقه مذهب الإمام أبي حنيفة».
- «روضة الفصاحة».
- و«حدائق الحقائق» في الوعظ.
- و«دقائق الحقائق» في التصوف.
- و«معاني المعاني» وهو مختارات شعرية.
- و«كنز الحكمة» في الحديث النبوي الشريف.
- والمعروف من كتب الرازي في المكتبة العربية مما هو بين أيدي الناس كتاب «أسئلة القرآن وأجوبتها» وهي مئتان وألف، وطبع تحت عنوان «أنموذج جليل في أسئلة وأجوبة من غرائب آي التنزيل».
- وكتاب «الأمثال والحكم»، وهو مختصر جمع فيه مؤلفه ما تفرّق من الأبيات المفردة وأنصاف الأبيات التي ما زال الفضلاء يتمسكون بها في مكاتباتهم ومخاطباتهم، وفيها جوامع الكلم العقلية والنقلية.

## مختار الصحاح
ومن خير مؤلفات الرازي كتاب «مختار الصحاح» في اللغة، وبه عُرِف واشتهر، وهو مختصر من «صحاح الجوهري»، وعلى ترتيبه. ومع أنه أباح لنفسه أن يتصرّف - بعد الحذف وتجريد الصحاح من الشواهد وإيجازه - فإن الأمانة العلمية دفعته إلى أن يشير إلى هذا التصرف في مقدمته، فذكر قيمة كتاب الصحاح وأنه أحسن أصول اللغة ترتيباً، وأوفرها تهذيباً، وأسهلها تناولاً، وأكثرها تداولاً. ثم بّين منهجه بوضوح فقال: «اقتصرتُ فيه على ما لابدّ لكل عالم فقيه، أو حافظ، أو محدث، أو أديب من معرفته وحفظه لكثرة استعماله وجريانه على الألسن، مما هو الأهم فالأهم، خصوصاً ألفاظ القرآن العزيز والأحاديث النبوية، وتيسيراً على طلاب العلم اجتنبت فيه الغريب وعويص اللغة». وطلباً للاختصار وتسهيلاً للحفظ بيّن في مقدمته أبواب الأفعال الثلاثة المحصورة في ستة أنواع، وهي أصول مهمة لابد لطالب العلم أن يفهمها ويدرك تصريفها لأنها أصول موثوق بها ومعتمد عليها في منهج النطق السليم والكتابة الصحيحة، بعيداً عن التحريف واللحن والتصحيف.
نال «مختار الصحاح» شهرة وشيوعاً، وطبع أكثر من عشرين طبعة، وقد رُتّب على أوائل الأصول اللغوية، مثل «أساس البلاغة» للزمخشري و«المصباح المنير» للفيومي، وكان هذا سبباً في شهرته وتداوله، ووزع الكتاب_مجانا" لسنوات طوال في المدارس الثانوية العراقية على الطلبة، ككتاب مساعد في اللغة العربية، خلال الفترة بين عامي 1968 و2003.